# John Wansbrough
John Edward Wansbrough (Peoria, 19 febbraio 1928 – 10 giugno 2002) è stato uno storico e orientalista statunitense che ha insegnato nella School of Oriental and African Studies (SOAS) dell'University of London.
Il contributo per cui è noto Wansbrough è stata la sua critica ai racconti tradizionali sull'origine dell'Islam.

## Biografia
Nato a Peoria (Illinois), Wansbrough completò i propri studi nella Harvard University e passò il resto della propria vita e della propria carriera universitaria a Londra e nella SOAS. Provocò grande scalpore quando negli anni settanta la sua ricerca concernente i manoscritti arabi del primo Islam lo persuase che il sorgere dell'Islam fosse nient'altro che la mutazione di quella che originariamente era una setta giudaico-cristiana che cercava di attestarsi in area araba, non solo culturalmente.
Con l'andar del tempo le scritture giudaico-cristiane furono adattate a funzionare in una prospettiva araba e mutarono in quello che divenne più tardi il Corano nel corso di un discreto lasso di tempo (egli rifiutava decisamente la tradizione islamica circa la redazione coranica durante il Califfato di Uthman ibn Affan), col concorso delle diverse tribù arabe. La ricerca di Wansbrough suggerisce esplicitamente che la tradizione storica relativa al primo Islam fu forgiata da generazioni più tarde, al fine di giustificare la nascita di una religione che, in realtà, non era affatto nuova al suo primo apparire. All'interno di un tale contesto, il carattere di Maometto potrebbe essere stato manipolato tardivamente, creando la figura-mito di un profeta inviato da Allah agli uomini per condurli alla salvezza eterna. Wansbough morì a Montaigu-de-Quercy, in Francia.

## Libri di John Wansbrough
- Quranic Studies (1977)

(Questa linea di ricerca è stata studiata in Egitto da Nasr Abu Zayd finché questi non fu costretto ad abbandonare l'Egitto per non veder sciolto dalle autorità il matrimonio con sua moglie. Tale ripudio d'ufficio era la conseguenza della condanna del grande studioso egiziano per "apostasia" - ridda -, in virtù della quale qualsiasi vincolo legale dell'apostata deve venire sciolto).
Alla sua "Scuola" informale fanno maggiore o minore riferimento studiosi quali:
- Michael Cook
- Patricia Crone
- Martin Hinds
- G. R. Hawting
- Gerd-Rüdiger Puin
- Christoph Luxenberg

## Pubblicazioni
- Quranic Studies: Sources and Methods of Scriptural Interpretation (Oxford, 1977)
- The Sectarian Milieu: Content and Composition Of Islamic Salvation History (Oxford, 1978)
- Res Ipsa Loquitur: History and Mimesis (1987)
- (EN) John E. Wansbrough, Lingua Franca in the Mediterranean, Richmond, Curzon Press, 1996, ISBN 0-7007-0309-8.